# Bíblia de Leão de 920
A Bíblia de Leão de 920 é um manuscrito da Bíblia copiado e iluminado em 920 por João, o Diácono (amanuense) em um monastério na província de Leão. Atualmente está preservado na biblioteca da Catedral de Leão, na Espanha. Este é um dos primeiros manuscritos típicos do estilo dos iluminados espanhóis da Alta Idade Média.

## História
O manuscrito contém um colofão, que agora está ilegível. Uma descrição do manuscrito, feita no século XVIII, indica que o livro veio de um mosteiro em São Martinho (França). Acreditava-se que também pode ter vindo de um antigo mosteiro localizado em Albares de la Ribera, no atual município de Torre del Bierzo, a oeste da província de Leão. A Bíblia foi composta para o abade Mauro e executada pelo copista e iluminador João, o Diácono (amanuense) sob a orientação do monge Vimara.

## Descrição
O manuscrito é apenas a segunda parte de uma Bíblia que originalmente tinha dois volumes. O texto contém os livros dos profetas, os Evangelhos, o Apocalipse e as epístolas de Paulo. Outro texto foi adicionado posteriormente, uma hagiografia do santo leonês Fruela de Lugo.